# Carragenina
Carrageninas ou carragenanos são uma família de polissacarídeos lineares sulfatados obtidos a partir de extratos de algas marinhas vermelhas (rodófitas), conhecidas por algas carraginófitas, comuns nas costas de áreas oceânicas temperadas. A alga mais utilizada para a extracção de carragenanos é a espécie Chondrus crispus, encontrada nas costas europeia e norte-americana do Atlântico Norte. Os carragenanos, em geral vendidos sob o nome comercial de carragenina, são utilizadas há centenas de anos como aditivos para produtos alimentares, em especial como estabilizantes e como clarificantes de bebidas e como uma alternativa vegetariana e vegana às gelatinas de origem animal.